# بخش دهلی (شهرستان همیلتون، اوهایو)
بخش دهلی (به انگلیسی: Delhi Township) یک منطقهٔ مسکونی در ایالات متحده آمریکا است که در شهرستان همیلتون، اوهایو واقع شده‌است.
 بخش دهلی ۲۶٫۱ کیلومتر مربع مساحت و ۲۹٬۵۱۰ نفر جمعیت دارد و ۲۶۱ متر بالاتر از سطح دریا واقع شده‌است.